# Sean Parker
Sean Parker (Herndon, Virginia, Estados Unidos, 3 de diciembre de 1979) es un empresario y programador estadounidense. Se ha desempeñado principalmente en la industria del software y la computación, siendo cofundador de empresas tales como Napster, Plaxo y Causes. Además, también fue parte de la etapa inicial de Facebook, Inc. Actualmente es uno de los accionistas de la plataforma de streaming musical Spotify.
En 2014 apareció en la lista de la revista Forbes de multimillonarios con una fortuna estimada en más de 3100 millones de dólares (2014).
En 2010, Parker entregó 100 000 dólares a la campaña para legalizar la marihuana en California, movimiento encabezado por la Drug Policy Alliance, que fue la encargada de forzar la Proposición 19 de California.

## Primeros años
Parker nació en Herndon, Virginia, de Diane Parker, una corredora de publicidad televisiva, y Bruce Parker, un oceanógrafo del gobierno de EE. UU. Cuando Parker tenía siete años, su padre le enseñó a programar en un Atari 800. El padre de Parker, que antepuso a su familia a sus sueños empresariales, le dijo a Parker "si vas a correr riesgos, tómalos temprano antes de tener una familia". Cuando era adolescente, los pasatiempos de Parker eran hackear y programar. Una noche, mientras pirateaba la red de un Fortune 500 company, Parker no pudo cerrar sesión después de que su padre confiscó el teclado de su computadora. Debido a que su dirección IP estaba expuesta, los agentes del FBI rastrearon al joven de 16 años. Como Parker tenía menos de 18 años, fue sentenciado a servicio comunitario.

## Educación
Parker asistió a Oakton High School en el condado de Fairfax, Virginia, durante dos años antes de transferirse a Chantilly High School en 1996 para sus años junior y senior. Mientras estaba allí, Parker escribió una carta a la administración de la escuela y los persuadió a contar el tiempo que pasó codificando en el laboratorio de computación como una clase de idioma extranjero. Como resultado, hacia el final del último año de Parker en Chantilly, estaba escribiendo principalmente código y comenzando compañías. Se graduó en 1998. Mientras todavía estaba en la escuela secundaria, hizo una pasantía para Mark Pincus (el CEO de Zynga ) en la startup PLous de Washington D. C., FreeLoader. Ganó la feria de informática de Virginia para desarrollar un rastreador web y fue reclutado por la CIA. En su último año de secundaria, Parker ganaba más de $ 80,000 al año a través de varios proyectos, lo suficiente como para convencer a sus padres de que le permitieran saltarse la universidad y seguir una carrera como empresario.
Cuando era niño, Parker era un ávido lector, que fue el comienzo de su autodidactismo de toda la vida. Varios perfiles de medios se refieren a Parker como un genio. Considera que su tiempo en Napster es su educación universitaria, llamándolo "Universidad de Napster", ya que se convirtió en un experto en derecho de propiedad intelectual, finanzas corporativas y emprendimiento.

## Empresas

### Napster
Cuando Parker tenía 15, conoció a Shawn Fanning, de 14 años, y a Hugo Sáez Contreras, también de 15 años, a través del Internet (Mirc), donde se asociaron sobre temas como la programación,física teórica y la piratería. Unos años más tarde, Parker, Sáez y Fanning, un estudiante de la Northeastern University, cofundaron Napster, un servicio gratuito de intercambio de archivos de música con un sistema P2P. Parker recaudó los 50.000 dólares iniciales y lanzaron Napster en junio de 1999. En un año, el servicio tenía decenas de millones de usuarios. Napster tuvo la oposición de los sellos discográficos, la Recording Industry Association of America y la banda de heavy metal Metallica; Dr. Dre y entre otros. Las demandas de varias asociaciones de la industria terminaron por cerrar el servicio. Napster ha sido calificado como el negocio de más rápido crecimiento de todos los tiempos, se le atribuye la revolución de la industria de la música y algunos lo consideran un precursor de iTunes.

### Plaxo
En noviembre de 2002, Parker lanzó Plaxo, una libreta de direcciones en línea y un servicio de redes sociales que se integraba con Microsoft Outlook. Plaxo fue una de las primeras herramientas de redes sociales, que más tarde influiría en el crecimiento de empresas como LinkedIn, Zynga y Facebook. Plaxo fue uno de los primeros productos en generar viralidad en su lanzamiento, y eso le valió 20 millones de usuarios. Dos años después de fundar Plaxo, Parker fue derrocado por los financieros de la compañía, Sequoia Capital y Ram Shriram; en una salida áspera que supuestamente involucró a los inversionistas contratando investigadores privados para seguirlo. Aunque según en la película The Social Network fue expulsado porque no querían que un joven de 20 años les dirigiera.

### Facebook
En 2004, Parker vio un sitio llamado "The Facebook" en la computadora de la novia de su compañero de cuarto, que era estudiante en Stanford. Parker tenía experiencia en la industria de las redes sociales como asesor temprano de Friendster y su fundador, Jonathan Abrams, por lo que recibió una pequeña cantidad de acciones en 2003. Parker se reunió con Mark Zuckerberg y Eduardo Saverin, y unos meses más tarde se unió a la empresa de cinco meses como su presidente. Según Peter Thiel, el primer inversor de Facebook, Sean Parker fue el primero en ver el potencial de la empresa para ser "realmente grande" y que "si Mark alguna vez lo pensó dos veces, Sean fue quien cortó eso". 
Como presidente, Parker contrató a Thiel como el primer inversor de Facebook. En la ronda inicial de financiación, negoció que Zuckerberg conservara tres de los cinco puestos en la junta de Facebook, lo que le dio a Zuckerberg el control de la empresa y le dio a Facebook la libertad de seguir siendo una empresa privada. Además, se dice que Parker ha defendido la interfaz de usuario limpia de Facebook y ha desarrollado su función para compartir fotos. Zuckerberg señala que "Sean fue fundamental para ayudar a Facebook a transformarse de un proyecto universitario en una empresa real". 
Durante una fiesta en 2005, la policía entró y registró una casa de vacaciones que Parker estaba alquilando y encontró cocaína. Parker fue arrestado bajo sospecha de posesión de drogas, pero no fue acusado. Este evento hizo que los inversores de Facebook presionaran a Parker para que renunciara como presidente de la empresa. Incluso después de dimitir, Parker siguió involucrado en el crecimiento de Facebook y se reunió regularmente con Zuckerberg. El evento fue posteriormente dramatizado en la película The Social Network. 
En 2017, durante una entrevista con Axios, Parker expresó su preocupación por el papel de Facebook en la sociedad, diciendo que "explota una vulnerabilidad en la psicología humana", ya que crea un "circuito de retroalimentación de validación social". Parker declaró que era "algo así como un objetor de conciencia " al uso de las redes sociales.

### Spotify
Mientras trabajaba en Founders Fund, Parker había estado buscando invertir en una empresa que pudiera promover legalmente la misión de compartir música de Napster. En 2009, un amigo le mostró Spotify, un servicio de transmisión de música sueco, y Parker envió un correo electrónico al fundador de Spotify, Daniel Ek. Ambos intercambiaron correos electrónicos y en 2010 Parker invirtió 15 millones de dólares en Spotify. Parker, que actualmente se desempeña en la junta de Spotify, negoció con Warner y Universal en nombre de Spotify, y en julio de 2011, Spotify anunció su lanzamiento en Estados Unidos. En la conferencia f8 de Facebook ese año, Parker anunció una asociación entre Facebook y Spotify, que permitía a los usuarios compartir sus listas de reproducción de Spotify en sus perfiles de Facebook.

## Founders Fund
En 2006, Parker se convirtió en socio gerente de Founders Fund, un fondo de capital de riesgo con sede en San Francisco fundado por Peter Thiel. Founders Fund se centra en invertir en empresas en etapa inicial, tiene $ 500 millones en capital agregado y ha invertido en Quantcast, Path y Knewton. [58] Parker recibió carta blanca de Thiel cuando buscaba inversiones. En 2014, Parker dejó su puesto en Founders Fund para centrarse en otros proyectos. [60] Parker también ha sido anfitrión de los premios TechFellow Awards, una asociación entre TechCrunchy Founders Fund que anualmente otorga a 20 emprendedores $ 100,000 cada uno para invertir en nuevas empresas.

## En la cultura popular
El tiempo que pasó Parker en Facebook se plasma en la película de 2010 The social network, donde es interpretado por Justin Timberlake.
Parker, con 25 años, fue el primer presidente de Facebook y ayudó a transformar la empresa de un proyecto estudiantil en un multimillonario negocio.

## Vida personal
En 2011, Parker se comprometió con Alexandra Lenas, una cantante y compositora, y se casaron en 2013. La pareja tiene una hija llamada Winter Victoria Parker y un hijo llamado Zephyr Emerson Parker.